# RIS
آرآی‌اس (به انگلیسی: RIS) یک پسوند نام پرونده است که توسط شرکت ریسرچ اینفورمیشن سیستمز  گسترش یافته و برای ذخیرهٔ اطلاعات کتاب‌نگاشتی به کار می‌رود.
این قالب در تعدادی از نرم‌افزارهای مدیریت مرجع پشتیبانی می‌شود و بسیاری از کتابخانه‌های دیجیتال همچون آی‌تریپل‌ئی اکسپلور، اسکوپوس، ای‌سی‌ام پورتال، اسکوپ‌مد، ساینس دیرکت و اشپرینگر ساینس+بیزینس مدیا‌ قابلیت برون‌بری اطلاعات کتاب‌نگاشتی‌شان در این قالب را دارا هستند.

## قالب
قالب پرونده به این صورت است که اطلاعات مختلف از جمله نام نویسندگان، عنوان، سال نشر، تاریخ دستیابی و . . . می‌توانند در هر خط ثبت شوند. آغاز هر خط با یک کد شش نویسه‌ای است. برخی از این کدها مخصوص نوع خاصی از منابع هستند و برخی دیگر بین همه مشترکند. کد شش‌نویسه‌ای به این صورت است: <حرف بزرگ یا عدد انگلیسی><حرف بزرگ یا عدد انگلیسی><فاصله><فاصله><خط تیره><فاصله>. (خط تیره با کد انسی ۴۵ است)
اطلاعات الزاماً باید در خطوط جداگانه نوشته شوند و پایان هر خط باید به وسیلهٔ دو نویسهٔ بازگشت به ابتدای خط و سرخط (با کدهای انسی ۱۳ و ۱۰) مشخص شوند.

### ترتیب برچسب‌ها
نخستین برچسب هر پرونده الزاماً باید TY -  و پرچسب پایانی ER - , باشد، اما دیگر برچسب‌ها می‌توانند به هر ترتیبی آورده شوند. همچنین برای برچسب‌هایی مانند نویسنده، امکان تکرار برچسب برای هر نویسنده وجود دارد.
| برچسب | کاربرد            | توضیحات |
| ----- | ----------------- | --- |
| TY -  | نوع منبع          | نوع منبع خودش به وسیلهٔ حروف اختصاری دیگری مشخص می‌شود و بر نحوهٔ تفسیر موارد بعدی تأثیرگذار است، اگر مقدار مشخص‌شده تعریف نشده باشد، به صورت پیش‌فرض GEN (کلی) در نظر گرفته می‌شود. |
| A2 -  | نویسنده دوم       | نام نویسندگان در قالب نام خانوادگی، نام، پسوند نوشته می‌شود و می‌تواند تا ۲۵۵ نویسه باشد، استفاده از پسوند دلبخواه است                                                           |
| A4 -  | کمک نویسنده       | |
| AB -  | چکیده             | |
| AD -  | نشانی نویسنده     | |
| AN -  | شماره دستیابی     | |
| AU -  | نویسنده           | |
| C1 -  | سفارشی ۱          | |
| CA -  | برنگاشت           | |
| CN -  | شماره تماس        | |
| CY -  | شهر               | |
| DB -  | نام دادگان        | |
| DO -  | DOI               | |
| DP -  | فراهم‌کننده دادگان | |
| ET -  | ویرایش            | |
| J2 -  | کوته‌نوشت          | |
| KW -  | کلیدواژه‌ها        | هر کلیدواژه باید در یک خط جدا بیاید و برچسب جداگانه داشته باشد، تعداد استفاده از این برچسب در یک پرونده نامحدود است                                                            |
| L1 -  | پرونده‌های پیوست   | |
| L4 -  | نمودار            | |
| LA -  | زبان              | |
| LB -  | برچسب             | |
| M1 -  | شماره             | |
| M3 -  | نوع اثر           | |
| N1 -  | یادداشت‌ها         | |
| NV -  | شمار سری‌ها        | |
| OP -  | انتشار اصلی       | |
| PB -  | ناشر              | |
| PY -  | سال               | سال یک عدد چهاررقمی است و برای سال‌های پیش از ۱۰۰۰ یک صفر در ابتدا استفاده می‌شود                                                                                                |
| RI -  | مورد بازبینی‌شده   | |
| RN -  | یادداشت‌های تحقیقی | |
| RP -  | وضعیت بازچاپ      | باید قالب مشخصی داشته باشد |
| SE -  | نسخه              | |
| SN -  | شابک              | |
| SP -  | صفحه‌ها            | |
| ST -  | عنوان کوتاه       | |
| T2 -  | عنوان فرهنگ‌نامه‌ای | |
| TA -  | نویسندهٔ ترجمه     | |
| TI -  | عنوان             | |
| TT -  | عنوان ترجمه‌شده    | |
| UR -  | نشانی وب          | محتوای این بخش محدودیتی از نظر اندازه ندارد، به غیر از امکان استفاده از چندین برچسب UR، امکان آوردن همگی در یک خط و جداکردن آن‌ها با ; نیز وجود دارد                            |
| VL -  | سری               | |
| Y2 -  | تاریخ دستیابی     | تاریخ‌ها در قالب س‌س‌س‌س/م‌م/رر/اطلاعات دیگر نوشته می‌شوند، مشخص‌کردن ماه و روز اختیاری است ولی استفاده از «/» اجباریست، مگر اینکه موارد بعدی همگی خالی باشند                         |
| ER -  | {چشم‌پوشی}         | |

## واژه‌نامه
1. ↑  Research Information Systems
2. ↑  carriage return